# Kamienica przy ul. Rynek 7 w Nowej Rudzie
Kamienica przy ul. Rynek 7 w Nowej Rudzie – obecnie budynek mieszkalny, trzykondygnacyjny z portalem kamiennym wzniesiony został w latach 1593-1603. Kamienicą podcieniowaną i dwukondygnacyjną była około 1736 r., następnie przebudowana w 1811 r. a pod koniec XIX wieku została podwyższona o półtorej kondygnacji. Budynek ma zachowane podcienia kryte sklepieniem kolebkowym z lunetami oparte na kamiennych, piaskowcowych filarach. Wnętrze ma zachowaną sień ze sklepieniami żeglastymi oraz zabytkową kolumnę.